# Дейр ез-Зор (мухафаза)
Дейр ез-Зор е една от 14-те мухафази (области) на Сирия. Населението ѝ е 1 239 000 жители (по приблизителна оценка от декември 2011 г.). Намира се в часова зона UTC+2. Разделена е на 3 минтаки (околии). Основен език е арабският.